# Cyathea petiolata
Cyathea petiolata là một loài thực vật có mạch trong họ Cyatheaceae. Loài này được (Hook.) R.M. Tryon mô tả khoa học đầu tiên năm 1976.